# 니케 푸르만
니케 푸르만(Nike Fuhrmann, 1974년 9월 11일 ~ )은 독일의 배우이다.